# 極楽駅
極楽駅（ごくらくえき）は、岐阜県恵那市岩村町飯羽間にある明知鉄道明知線の駅である。駅番号は6。

## 概要・駅名
2008年に開業した、明知線で最も新しい駅で、無人駅。周辺に商業施設が集中していることから、利便性向上を目的として設置された（「駅周辺」参照）。駅名は公募で決められたもので、駅所在地付近の字名と、駅近くに鎌倉時代から南北朝時代にかけて存在した寺院「極楽寺」に由来している。なお極楽寺駅や極楽橋駅は他の鉄道で先例があったが、仏教において浄土を意味する「極楽」そのものを駅名とした例は日本初であり、そのことは駅名選定理由の1つにもなったという。
建設費は約2,160万円。地元岐阜県に本社があるスーパーマーケットのバローから1,080万円（費用の半額に相当する）の寄付金が寄せられた。
縁起が良い駅名であることから、駅自体を目的に訪れたり、硬券の切符を買い求めたりする旅行者も多い。極楽行き切符購入者は年4,000～5,000人、ピーク時は19,000人にも達した。プラットホームには地蔵菩薩像や、地元岩村藩出身の儒者・佐藤一斎の『言志四録』の一文を刻んだ碑文などが置かれている。
駅舎は後に「極楽らしさが足りない」という声を受けて改修され、2019年12月23日に完成式が開かれた。觔斗雲を上部にいただいたベンチ付き待合所、後光が差すように写真撮影できるスポットなどが置かれた。費用には岐阜県地方鉄道利用促進事業による補助（約350万円）のほか、クラウドファンディングによる寄付金（12月23日時点で約325万円）が充てられた。

## 歴史
- 2008年（平成20年）12月25日：開業[1]。
- 2012年（平成24年）3月17日：ダイヤ改正により急行「大正ロマン号」の停車駅（下り列車のみ）となる。
- 2017年（平成29年）3月4日：ダイヤ改正により上り列車も急行「大正ロマン号」の停車駅に。これにより上下列車とも停車。
- 2018年（平成30年）3月17日：ダイヤ改正により平日上り最終快速列車が通過となる[7]。
- 2019年（令和元年）12月23日：駅舎の改修完成式が行われた[8]。

## 駅構造
1面1線の単式ホームを持つ地上駅。無人駅である。ホームは愛知万博開催時に愛知環状鉄道 万博八草駅（現・八草駅）のホーム拡張に使われたものを再利用している。

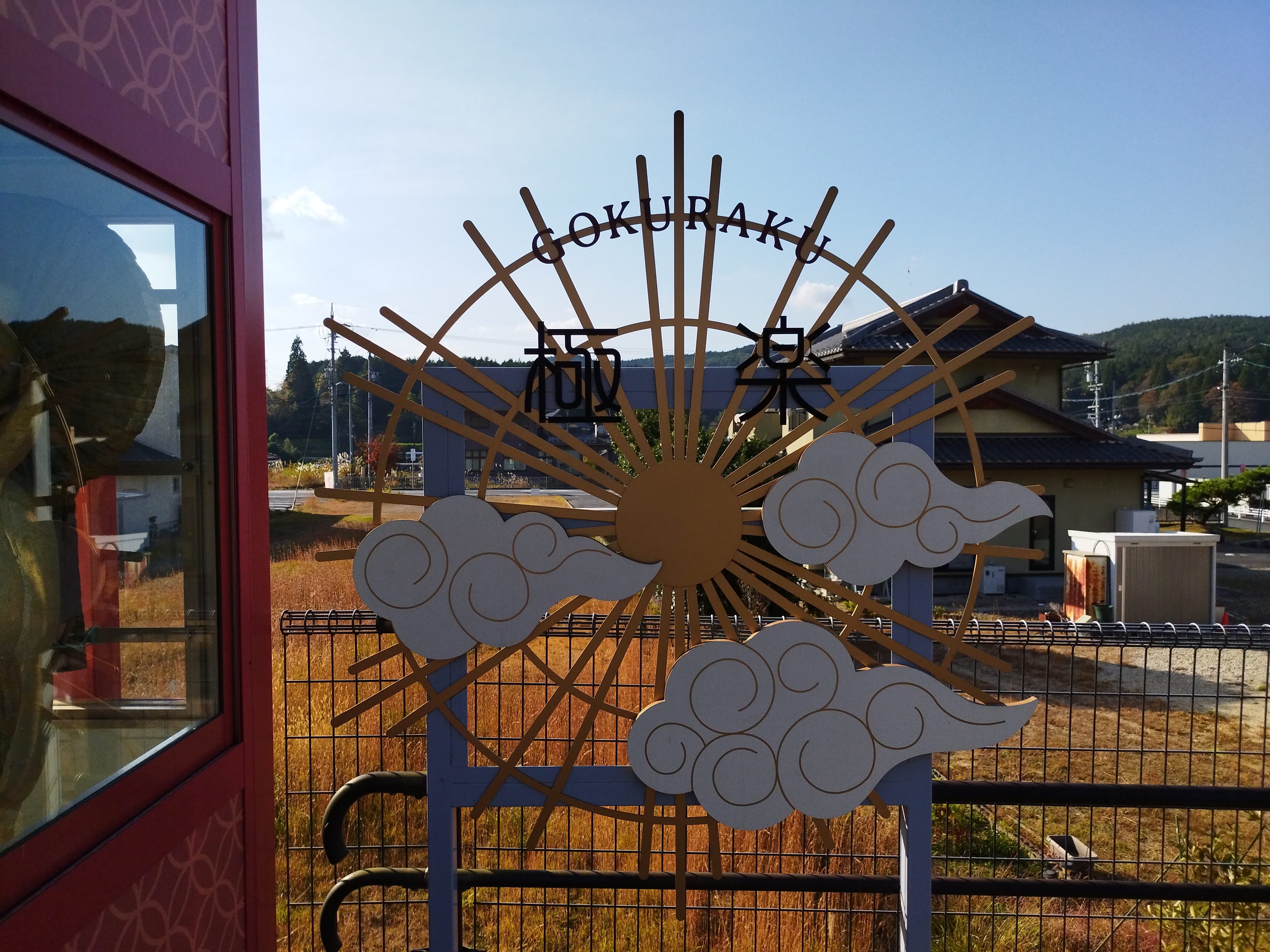
駅名看板
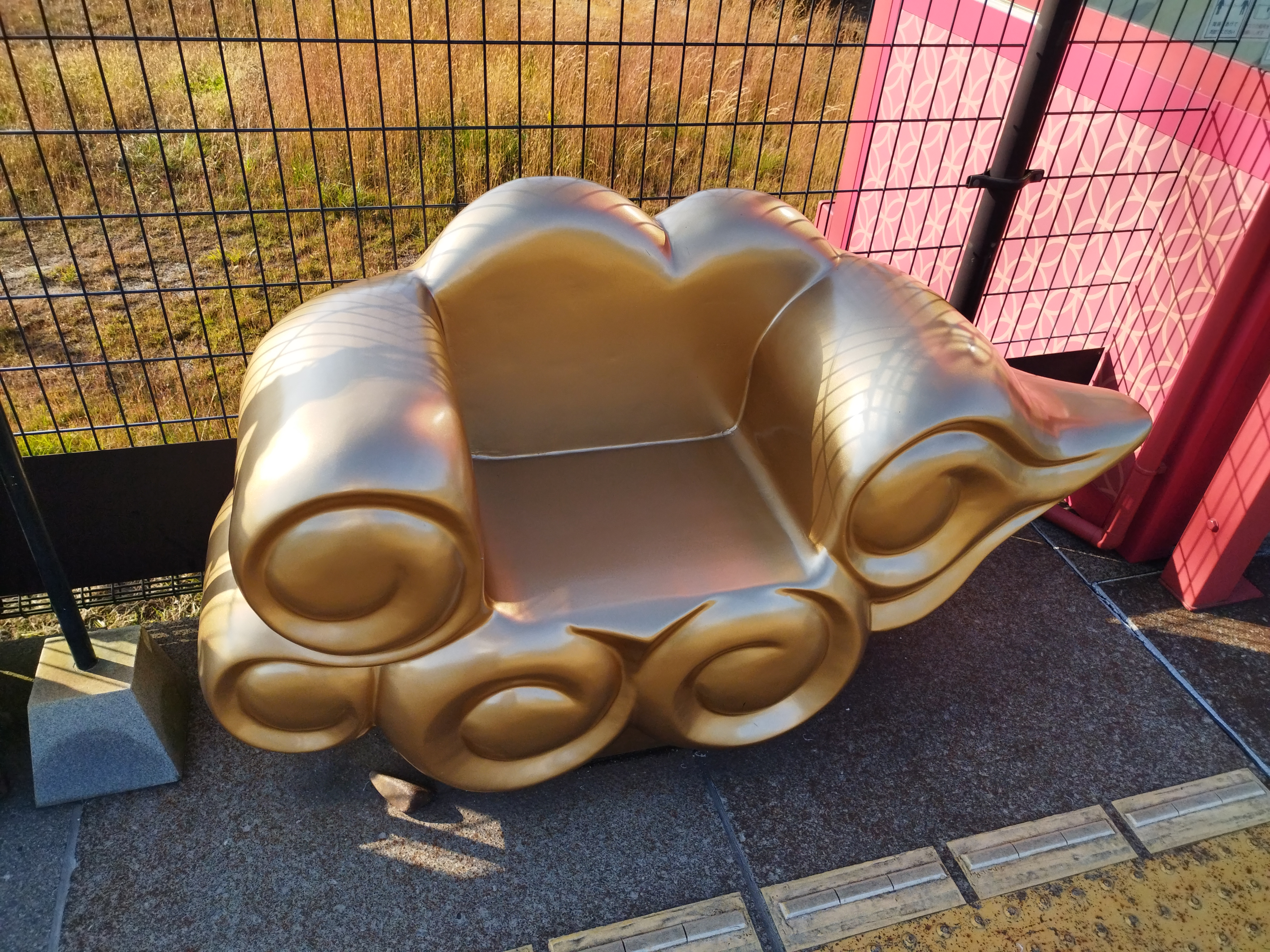
ベンチ
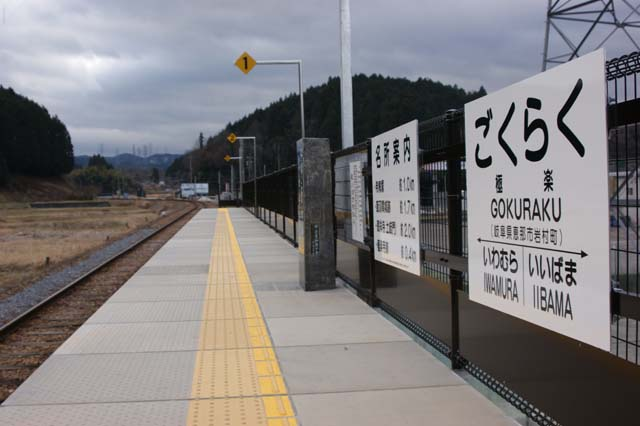
旧駅名板。ホームより岩村駅方面を望む（2009年1月）

## 利用状況
| 年度               | 1日平均乗車人員 |
| ------------------ | --------------- |
| 2011年（平成23年） | 34              |
| 2012年（平成24年） | 60              |
| 2013年（平成25年） | 48              |
| 2014年（平成26年） | 32              |
| 2015年（平成27年） | 30              |
| 2016年（平成28年） | 55              |

## 駅周辺
- バロー岩村店
- V・drug
- 暮しの衣料マツオカ岩村店
- ホームセンターバロー岩村店
- ゲンキー岩村店
- ファミリーマート恵那岩村店
- 恵那市自主運行バス バロー岩村店バス停

## 隣の駅
明知鉄道
■明知線
- 急行「大正ロマン号」停車駅

飯羽間駅（7） - 極楽駅（6） - 岩村駅（5）